# Henrik List
Henrik List (født 14. maj 1965 i Danmark) er en dansk forfatter og journalist, der har skrevet en række fag- og skønlitterære bøger.
Henrik List debuterede som digter i 1984, men har siden 1990'erne især skrevet om storbyliv, undergrundsmiljøer og international pop-, sub- og ungdomskultur. Kærligheden til bohèmer, outsidere og skæve eksistenser er et gennemgående tematisk træk i et forfatterskab, der (med inspiration fra amerikansk beat-litteratur, dirty realism og new journalism) undersøger vores kulturs tabuer, skildrer den ’mørke’ side af virkeligheden og udfordrer de senere års nypuritanisme, forbudstankegang og politiske korrekthed.
List var fastansat kulturjournalist og anmelder af litteratur, film og musik igennem 13 år på Berlingske Tidende (1991-2004), hvor han også skrev de berømte/berygtede, ugentlige ”Henne om hjørnet”-gonzoklummer. Som freelance-journalist har han også skrevet for Euroman, Ud & Se, Wonderland, Arena, Fokus, Tidens Mand og Tidens Kvinder m.fl., men koncentrerer sig nu primært om sit forfatterskab.

### Oversættelser
- Ta-Nehisi Coates: Black Panther - en nation under vores fødder. Tegneserie (2022)
- Frank Miller: Daredevil - genfødt. Tegneserie (2021)
- Charles Bukowski: Kærlighed & Showbusiness: To noveller. (2018)
- Joe McGinniss Jr.: Escortchaufføren. Roman (2010).
- Richard Flanagan: Den ukendte terrorist. Roman (2008).
- Dennis Cooper: Min løse tråd. Roman (2006).
- Arundhati Roy: Menigmands guide til Imperiet. Essays (2005).

## Øvrigt litteratur
- "Dansk Forfatterleksikon" (Gyldendals Bogklubber, 2001)
- "Kraks Blå Bog" (Kraks Forlag, 2008)
- ”Bohemen fra provinsen”, interview i Berlingske Tidende (9. marts 2008)